# دوري كرة القدم السلوفيني الدرجة الثانية 2001–02
دوري كرة القدم السلوفيني الدرجة الثانية 2001–02 (بالإيطالية: Druga slovenska nogometna liga 2001-2002)‏ هو الموسم 11 من دوري كرة القدم السلوفيني الدرجة الثانية ‏. أشرف على تنظيمه اتحاد سلوفينيا لكرة القدم، وكان عدد الأندية المشاركة فيه 16، وفاز فيه NK Dravograd ‏.